# Сезон чудес (фільм, 1999)
«Сезон чудес» (англ. A Season for Miracles) — американський різдвяний драматичний фільм 1999 року, знятий для телебачення за мотивами однойменного роману Мерилін Паппано. Знятий режисером Майклом Прессманом, фільм спочатку транслювався як презентація «Hallmark Hall of Fame» на телеканалі CBS 12 грудня 1999 року.

## Сюжет
Емілі Томпсон змушена взяти на себе відповідальність за племінника Джей Ті та племінницю Аланну, коли їхня наркозалежна мати отримує передозування, а дітям загрожує влаштування в притулок. Переховуючись від соцслужби, трійця натрапляє на сонне містечко Віфлеєм, штат Род-Айленд, якраз напередодні Різдва. Попри те, що правоохоронці тимчасово відступили, Емілі потрібне диво, щоб її сім'я залишилася разом. На допомогу приходять чарівний янгол-охоронець, що приймає різні земні подоби, та напрочуд доброзичливі мешканці маленького містечка. Одна «випадковість» за іншою дає родині шанс на щастя.

## У ролях
- Карла Гуджино — Емілі Томпсон
- Кеті Бейкер — Рут Дойл
- Девід Конрад — капітан поліції Натан Блер
- Лора Дерн — Беррі Томпсон
- Патті Дьюк — янгол
- Лінн Редґрейв — суддя Ненсі Джейкс
- Мері Фогарті — Агата
- Фейт Принс — Седі Міллер
- Еван Сабара — Джей Ті Томпсон
- Мей Вітмен — Аланна «Лані» Томпсон
- Мері Луїза Вілсон — Корінна
- Курт Дойч — Александер Фостер
- Скотт Соверс — помічник шерифа Гові
- Пол Коллінз — Джеральд Фостер
- Ґейл Ґрейт — Голлі Макбрайд

## Оцінки критиків
Рей Річмонд з Variety назвав фільм «святковою торбою неймовірностей, накладених одна на одну».